# Turó d'en Baldiri
El Turó d'en Baldiri o Turó de Salve Regina és una muntanya de 431 metres que es troba entre els municipis de Premià de Dalt i Teià, a la comarca del Maresme.

## Descripció

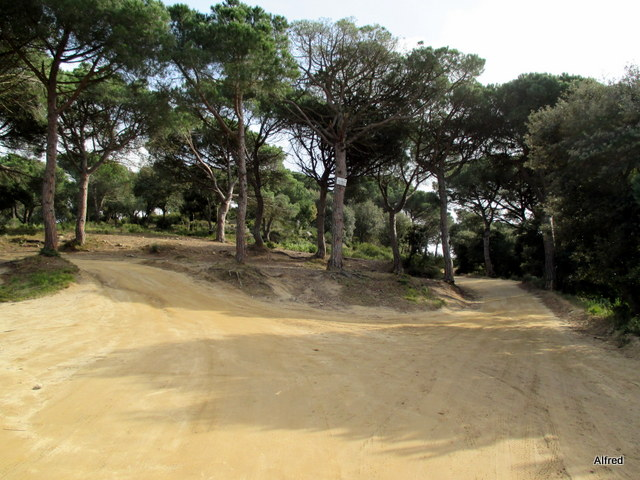
Plana del Mal Temps al Turó d'en Baldiri

Està rematat per una petita esplanada pedregosa i una torre de guaita. La vista és esplèndida si el dia és clar, ja que ens ofereix una panoràmica de pràcticament 360 graus, només interrompuda en un petit sector al nord pel Turó de Sant Mateu (abasta la costa des de Vilassar de Mar fins a Montjuïc i les serres llunyanes del Corredor, el Garraf, Collserola, Montserrat i La Mola).
Igual que el Turó d'en Cirers, és un excel·lent punt per veure els ocells migradors a la primavera i a la tardor. Si li donem el tomb, tot seguint la mateixa sendera per on veníem, tindrem bones vistes sobre la vall de Teià. Unes plataformes rocalloses naturals de sota el turó s'utilitzaven per saltar en parapent i ala delta.

## Accés
Situats al Mirador de la Cornisa, seguim 220 metres amunt fins a trobar una pista a la dreta. La prenem i, ignorant trencalls a dreta i esquerra, seguim sempre aquesta pista principal fins a arribar a una esplanada on hi ha una confluència de pistes. Agafem la que surt en direcció oest, travessada per una cadena uns metres més enllà. Justa abans de la cadena, a l'esquerra surt un corriol que puja cap al turó. Coordenades: x=444115 y=4595600 z=425.